# Артеменко Володимир Микитович
Володи́мир Мики́тович Арте́менко (нар. 9 березня 1936, Мельники — пом. 8 грудня 2008, Київ) — радянський та український актор і режисер театру, кіно і телебачення. Заслужений діяч мистецтв України. Лауреат премії Я. Галана (1984), лауреат премії Фонду Тараса Шевченка (1995), багаторазовий переможець різних кінофестивалів.

## Біографія
Народився 9 березня 1936 року в селі Мельники Чорнобаївського району Черкаської області.Батько — Микита Сергійович  (1910—1941) був завідувачем клуба, режисером сільського драматичного гуртка, грав у духовому оркестрі на трубі. Мати — Улита Пилипівна (1911—1998) працювала у колгоспі.
1963 р. — закінчив акторський факультет Харківського театрального інституту, (художній керівник курсу Народний артист СРСР Д. І. Антонович). Працював у Вінницькому музично-драматичному театрі ім. М. Садовського (1963—1965) та Черкаському музично-драматичному театрі ім. Т. Шевченка (1965—1968) на посаді актора.
Одночасно здійснював, як режисер, постановки дитячих спектаклів «Ріпка», «Хоробрі музики», де був зайнятий як актор. За період роботи в театрах з 1963 по 1968 роки зіграв понад 15 головних ролей:
- Назар в спектаклі «Марина» М. Зарудного,
- Максим Брага «Чабрець пахне сонцем» О. Коломійця,
- Мирон Кагарлик «Сині роси» М. Зарудного,
- Потап «Ой, не ходи Грицю, та й на вечорниці» М. Старицького та ін., за які неодноразово був премійований на різних фестивалях і конкурсах.

1968 р. В. М. Артеменко вступив на кінорежисерський факультет Київського Державного інституту театрального мистецтва ім. Карпенка-Карого (художній керівник курсу Народний артист України М. Мащенко), який закінчив у 1973 р.
1973 — зарахований на роботу до штату української студії хронікально-документальних фільмів, де працював режисером вищої категорії.
Протягом 2000-2007 рр. режисер В. М. Артеменко підготував і випустив як художній керівник курс режисерів телебачення в Київському Національному університеті театру, кіно і телебачення ім. Карпенка-Карого.
2008 року В. Артеменко відкрив кінофестиваль «Батьківські джерела» у своєму рідному селі Мельники на Черкащині, присвячений 85-річчю Чорнобаївського району і 50-річчю Національної спілки Кінематографістів України.
Не закінчивши роботу над фільмом «Польові випробування української вдачі» про українську художницю Даніеллу Леонович, яка прожила довгий час в США, але повернулася жити в Україну, 8 грудня 2008 року Володимир Артеменко помер. У 2011 році керівництво студії «Укркінохроніка» вирішило закінчити фільм (реж. В. Васильєв), але головним героєм кінострічки зробити самого режисера — Артеменка Володимира Микитовича.
Був членом спілки кінематографістів України.

## Творчість
Творчість Володимира Артеменка пронизує військова тематика. Такі фільми, як «Солдатські вдови», «Мене вбито в Сталінграді» були відзначені преміями і дипломами різних кінофестивалів, а фільм «Солдатські вдови» отримав два головних призи на міжнародному кінофестивалі «Молодість-83» і на Всесоюзному кінофестивалі в 1984 році.
Кінокартини «Солдатські вдови» і «Мене вбито в Сталінграді» були показані на XXXVIII й на XXXIX сесіях Генеральної Асамблеї ООН, як найкращі фільми, що показують трагедію людей, яку приносить війна.
У Національному музеї історії України у Другій світовій війні в м. Києві є зал, присвячений вдовам України. Він створений Народним художником України А. Гайдамакою і побудований на основі фільму «Солдатські вдови». При виході із зали відвідувачам демонструють цей фільм.
Його фільми «Іван Котляревський», «Шевченко і російська література», «Богдан Хмельницький» рекомендовані Міністерству Освіти як посібник для учнів в школах України.
Чорнобильська катастрофа показана у фільмі «Ой на горі калина».

## Фільмографія
За період роботи в кіно зняв 72 документальні і художні фільми, кіножурнали і відеоролики.
Документальні стрічки
- «Шевченко і російська література» (1976 р.),
- «Іван Котляревський» (1978 р.),
- «Зійшов солдат на п'єдестал» (1981 р.),
- «Одна доля на двох» (1982 р.),
- «Мене вбито в Сталінграді» (1983 р.),
- «Солдатські вдови» (1983 р.),
- «Сільський оркестр» (1984 р.),
- «Душа милосердна» (1984)
- «Літо з осінню стрічається» (1984 р.),
- «Поріг» (1985 р.),
- «Ой на горі калина» (1989 р.),
- «З матір'ю на самоті» (1993 р.),
- «Богдан Хмельницький» (1996 р.),
- «2-ий Всесвітній форум українців» (1997 р.).

Художні фільми
- «Як зайчик літав на повітряних кульках» (1973 р.),
- «В пошуках мільйонерки» (1993 р.),
- «Інше життя, або втеча з того світу» (2006 р.; фільм отримав Гран-Прі на міжнародному кінофестивалі «Бригантина» в м. Бердянську за найкраще виконання головної ролі)